# Philosophie de la physique
En philosophie des sciences, la philosophie de la physique étudie les questions fondamentales sous-jacentes à la physique moderne, soit l'étude de la matière et de l'énergie et la façon dont elles interagissent. La philosophie de la physique se penche sur les questions métaphysiques et épistémologiques essentielles que pose la physique : la causalité, le déterminisme, et la nature d'une loi physique. Elle se concentre également sur des questions que soulèvent les grands thèmes de la physique contemporaine :
- La cosmologie physique : l'espace, le temps, et l'origine et le destin de l'univers ;
- La thermodynamique et la physique statistique : l'énergie, le travail d'une force, le hasard, l'information ;
- La mécanique quantique : les interprétations divergentes dans ce domaine, et les conclusions controversées.

Il y a des siècles, l'étude de la causalité et de la nature fondamentale de l'espace, du temps, de la matière, et de l'Univers faisait partie intégrante de la métaphysique. Aujourd'hui, la philosophie de la physique fait surtout partie de la philosophie des sciences. Les physiciens se servent de la méthode scientifique pour définir les vérités universelles et les constantes qui gouvernent les phénomènes physiques, et la philosophie de la physique se penche sur les résultats de ces recherches empiriques.

## L'objectif de la physique
Niels Bohr définit l'objectif de la physique :

« Elle n'a pas pour but de révéler l'essence réelle des phénomènes, mais simplement de découvrir autant que possible 
(...) les relations entre les nombreux aspects de notre existence »

— Atomic Theory and the Description of Human Knowledge (Cambridge University Press, 1934, p. 19
 Traduction (Trinh Xuan Thuan, Les voies de la lumière : Physique et métaphysique du clair-obscur).
Nombreux sont ceux - en particulier des réalistes - , qui pensent que cette formulation minimaliste de l'objectif de la physique est inappropriée et qui considèrent que la physique offre une vue plus large sur le monde.

## Philosophie du temps et de l'espace

### Le temps

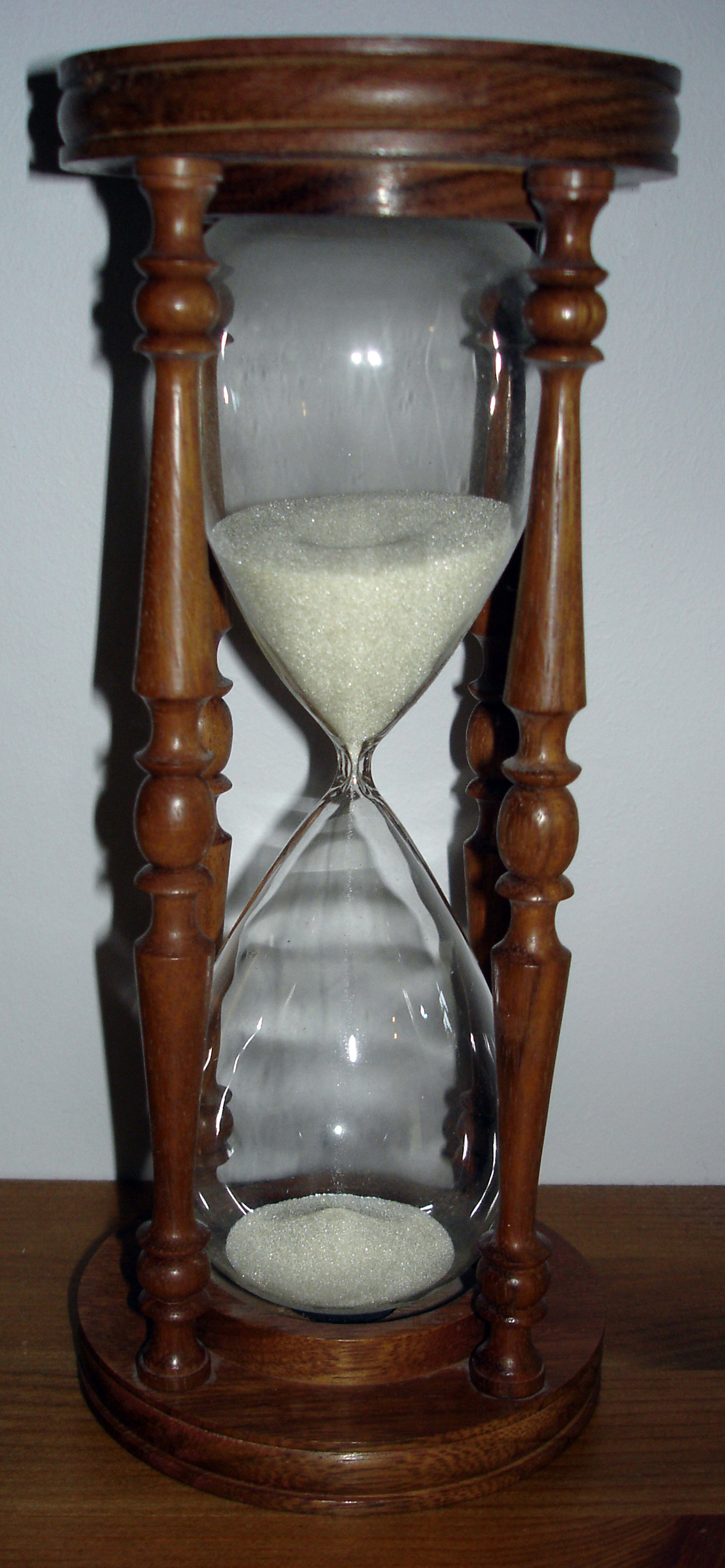
Le temps, dans de nombreuses philosophies est perçu comme une transformation.

Le temps est considéré comme une unité fondamentale (c'est-à-dire, une unité qui ne peut être définie par rapport à d'autres unités ou quantités), parce qu'au moment présent, rien n'est plus fondamental que le temps. Ainsi le temps est-il défini grâce à une mesure : celle de son intervalle de temps standard. De nos jours, l'intervalle de temps standard (appelé "seconde") est défini par 9,192,631,770 oscillations d'une structure hyperfine dans l'atome de Césium 133. (ISO 31-1). On peut déduire de la définition précédente ce qu'est le temps et comment il fonctionne. Les physiciens se servent de la théorie pour prédire la façon dont le temps est mesuré. Le temps peut alors être associé mathématiquement aux unités fondamentales d'espace et de masse pour décrire et quantifier les mouvements et les déplacements, et pour définir des concepts tel que la vitesse, la quantité de mouvement, l'énergie et les différents champs.
Newton et Galilée, comme la plupart des scientifiques jusqu'au début du XXe siècle, pensaient que le temps était le même pour tout le monde et partout.
Notre conception moderne du temps se fonde sur la théorie de la relativité d'Einstein et sur l'espace-temps de Hermann Minkowski, dans lequel des parts de temps s'écoulent différemment dans divers cadres de référence inertiels, et où l'espace et le temps  sont combinés en un espace-temps. Le temps peut être quantifié grâce à la plus petite unité théorique de temps existante sur l'échelle de Planck. La relativité générale d'Einstein ainsi que le décalage vers le rouge dans la lumière provenant des galaxies distantes qui s'éloignent indiquent que l'Univers tout entier et probablement l'espace-temps lui-même ont commencé il y a environ 13,8 milliards d'années lors du big bang. La question de savoir si l'Univers aura une fin ou comment il finira reste ouverte.

### Le voyage dans le temps
Certaines théories, plus particulièrement celles de la relativité restreinte et de la relativité générale, suggèrent que les géométries appropriées à l'espace-temps, ou certains types de mouvement dans l'espace, rendraient possible le voyage dans le passé et le futur. Des concepts tels que celui du "closed timelike curve" appuient cette théorie.
La théorie de la relativité restreinte d'Albert Einstein (et, par extension, celle de la relativité générale) prédit la dilatation du temps qui peut être interprétée comme le voyage dans le temps. Avec cette théorie, Einstein affirme que, d'après un observateur stable, le temps semble passer plus lentement pour des corps bougeant plus vite : par exemple, les aiguilles d'une horloge en mouvement sembleront tourner plus lentement ; lorsqu'une horloge approchera la vitesse de la lumière, ses aiguilles sembleront presque s'arrêter. Les effets de cette espèce de dilatation du temps sont présentés plus en détail dans le célèbre "paradoxe des jumeaux". Ces résultats sont observables par expérience et affectent l'activité des satellites GPS et d'autres systèmes de haute technologie de notre vie quotidienne.
Un second type de voyage dans le temps, similaire au premier, est permis par la relativité générale. Dans ce second système, un observateur distant verra le temps passer plus lentement pour une horloge qui se trouve au fond d'un puits gravitationnel profond, et une horloge qu'on mettrait dans un puits gravitationnel profond et qu'on ressortirait ensuite de ce puits indiquerait que moins de temps a passé en comparaison avec une horloge stable en présence d'un observateur distant.
Ces effets sont en quelque sorte similaires à ceux de l'hibernation ou du refroidissement d'êtres vivants (qui ralentit les processus chimiques chez le sujet) qui mettent en suspens, presque indéfiniment, leur vie, leur permettant ainsi de "voyager dans vers le futur", mais jamais vers le passé. Ils ne violent donc pas le rapport de causalité. On ne parle pas ici du "voyage dans le temps" qu'on trouve dans la science-fiction (où le rapport de causalité n'est quasiment jamais respecté), et il y a peu de doute quant à son existence. "Le voyage dans le temps" fera donc référence au voyage avec un certain degré de liberté dans le passé "ou" dans le futur du temps propre.
De nombreux scientifiques pensent que le voyage dans le temps est très peu probable, justement parce qu'il viole le rapport de causalité, c'est-à-dire la logique de cause à effet. Par exemple, que se passerait-il si vous tentiez de retourner dans le passé et que vous vous tuiez vous-même quand vous étiez plus jeune (ou bien votre grand-père, ce qui nous amène au paradoxe du grand-père) ? Stephen Hawking a un jour suggéré que l'absence de touristes venus du futur constituait un argument fort contre l'existence du voyage dans le temps (une variante du paradoxe de Fermi, avec des voyageurs dans le temps à la place des aliens). Ainsi n'avons-nous aucune preuve expérimentale du voyage dans le temps, ce qui n'en fait qu'une simple hypothèse et non un fait empirique.

### L'espace
L'espace est l'une des quelques unités fondamentales en physique, ce qui veut dire qu'il ne peut être défini en fonction d'autres unités puisqu'il n'y a rien de plus fondamental connu au moment présent. Ainsi, tout comme la définition des autres unités fondamentales (comme le temps et la masse), l'espace est défini par des mesures. De nos jours, la mesure standard de l'espace, appelée le mètre standard ou simplement mètre, est définie comme la distance parcourue par la lumière dans le vide pendant un intervalle de temps de 1/299792458 de seconde exactement.
En physique classique, l'espace est un espace euclidien en trois dimensions, où n'importe quelle position peut être décrite par trois coordonnées. La relativité restreinte et la relativité générale se fondent sur l'espace-temps plutôt que sur l'espace ; l'espace-temps est construit comme un espace à quatre dimensions (l'axe du temps étant imaginaire dans la relativité restreinte et réel dans la relativité générale), et de nos jours, il existe plusieurs théories[Lesquelles ?] qui prennent en compte plus de quatre dimensions spatiales.

## Philosophie de la mécanique quantique
La mécanique quantique a provoqué de grandes controverses au sein des interprétations philosophiques. Au cours de son développement, au début du XXe siècle, les théories naissantes commencèrent à contredire de nombreuses philosophies acceptées. Pourtant, ses prédictions mathématiques coïncident avec les observations scientifiques.

### Déterminisme
Au XVIIIe siècle, de nombreux progrès ont été faits dans le domaine de la science. Après Newton, la plupart des scientifiques s'accordèrent sur le postulat que l'Univers est gouverné par des lois naturelles strictes qui peuvent être découvertes et officialisées au moyen d'observations et d'expériences scientifiques. Cette façon de penser est connue sous le nom de déterminisme. Cependant, le déterminisme semble exclure toute possibilité de libre arbitre. Autrement dit, si l'Univers, et donc toute personne qui s'y trouve, est gouverné par des lois strictes et universelles, alors le comportement d'une personne pourrait être prédit à partir d'une connaissance suffisante des circonstances précédant le comportement de cette personne. Cette vision semble contredire la perception du libre arbitre de la personne en question, sauf si l'on considère la façon dont elle est interprétée dans le cadre du compatibilisme. À l'inverse, si nous considérons que les êtres humains ont un libre arbitre libertaire ou incompatibiliste, alors nous devons accepter que le monde ne soit pas entièrement gouverné par la loi de la nature. Certains ont avancé que si le monde n'est pas entièrement gouverné par une loi naturelle, alors la science ne peut pas remplir son objectif. Cependant, le développement de la mécanique quantique a permis aux penseurs d'envisager des alternatives à ces théories strictes et limitées, en proposant un modèle où l'Univers suit des règles générales mais n'a jamais eu de futur prédéterminé.

### Indéterminisme
Face aux partisans du déterminisme comme Einstein et Max Planck, l'indéterminisme – défendu par l'astronome anglais Sir Arthur Eddington – soutient qu'un objet physique a forcément un composant indéterminé qui n'est pas dû aux limites épistémologiques de la capacité de compréhension des physiciens. Ainsi, le principe d'incertitude ne serait pas nécessairement lié à des variables cachées mais à l'indéterminisme présent dans la nature elle-même.
Heisenberg, de Broglie, Dirac, Bohr, Jeans, Weyl, Compton, Thomson, Schrödinger, F. W. Jordan, Millikan, Lemaître, Carl Reichenbach, et alii, étaient tous d'illustres défenseurs de l'indéterminisme.

### Le principe d'incertitude
Le principe d'incertitude est une relation mathématique certifiant l'existence d'une limite supérieure à la précision d'un calcul simultané de n'importe quel couple de variables conjuguées, par exemple, la position et la quantité de mouvement. D'après l'application d'opérateurs en mécanique quantique, cette limite est le calcul du commutateur des opérateurs correspondant aux variables.
Le principe d'incertitude est une réponse possible à la question suivante : Comment mesurer la position d'un électron autour du noyau si l'électron est une onde ?  Lorsque la mécanique quantique est apparue, elle était considérée comme un lien entre les descriptions classiques et quantiques d'un système basé sur la mécanique ondulatoire.
En mars 1926, alors qu'il travaillait à l'institut Niels Bohr, Werner Heisenberg découvrit le principe d'incertitude, établissant ainsi les fondements de ce qui devint par la suite l'interprétation de Copenhague de la mécanique quantique. Heisenberg avait alors étudié les recherches effectuées par Paul Dirac et par Pascual Jordan. Il découvrit une anomalie dans le calcul des variables de base de leurs équations. Son analyse démontra qu'il y avait toujours des incertitudes, ou imprécisions, lorsqu'on essayait de calculer la position et la quantité de mouvement d'une particule en même temps. Heisenberg en conclut que ces incertitudes ou imprécisions dans les calculs n'étaient pas la faute du scientifique, mais bien des éléments fondamentaux dans la nature et des propriétés mathématiques inhérentes aux opérateurs en mécanique quantique provenant des définitions de ces opérateurs.
Le terme "interprétation de Copenhague de la mécanique quantique" était fréquemment employé à la place ou comme synonyme du principe d'incertitude de Heisenberg par ses détracteurs (comme Einstein ou le physicien Alfred Landé), qui croyaient au déterminisme et qui voyaient les points communs entre les théories de Bohr et Heisenberg comme une menace. Dans l'interprétation de Copenhague de la mécanique quantique, le principe d'incertitude a été pris en compte pour désigner le fait que, dans le savoir élémentaire, l'univers physique n'existe pas sous une forme déterministe, mais plutôt comme un ensemble de probabilités, ou d'issues possibles. Par exemple, le schéma (loi de probabilité) produit par des millions de photons qui passent à travers un réseau de diffraction peut être mesuré en utilisant la mécanique quantique, mais aucune méthode connue ne permet de prédire le chemin exact de chaque photon. L'interprétation de Copenhague soutient que cette mesure ne peut être prédite par aucune méthode, pas même grâce à des calculs en théorie infiniment précis.

### Principe de complémentarité
La notion de complémentarité est cruciale en mécanique quantique. Elle stipule que la lumière se comporte à la fois comme une particule et comme une onde. Lorsque l'expérience de la double fente (dans un réseau de diffraction) fut réalisée, la lumière agissait dans certains cas comme une onde, et dans d'autres comme une particule. Les physiciens ne trouvèrent aucune théorie convaincante pour expliquer ce phénomène jusqu'à ce que Bohr et la complémentarité apparaissent.

## Extraits des recherches d'Einstein sur l'importance de la philosophie de la physique

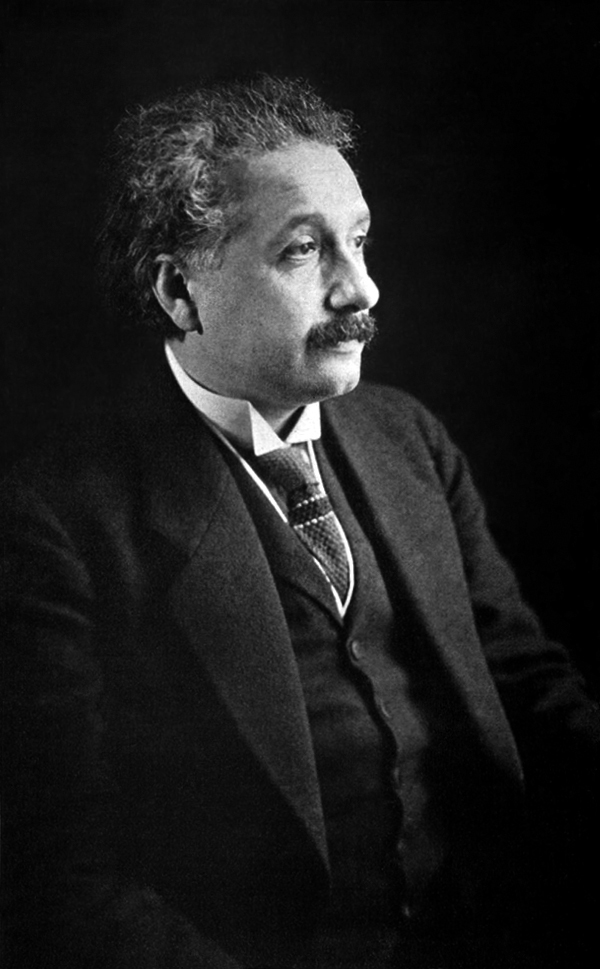
Einstein s'intéressait aux implications philosophiques de sa théorie.

Albert Einstein était passionné par les conclusions philosophiques qu'il tirait de ses recherches. Voici ce qu'il écrit :
"Je suis tout à fait d'accord avec vous quant à l'importance et la vertu éducative de la méthodologie tout autant que celles de l'histoire et la philosophie des sciences. Tant de gens de nos jours - et même certains scientifiques - me semblent être des gens qui ont vu des milliers d'arbres mais qui n'ont jamais vu une forêt. Posséder ces connaissances historiques et philosophiques permet d'avoir un certain recul face aux préjugés de notre génération que subissent la plupart des scientifiques. Ce recul, qu'on obtient grâce à la philosophie est, selon moi, le signe distinctif entre un simple artisan ou spécialiste et celui qui cherche vraiment la vérité." Einstein. Lettre à Robert A. Thornton, 7 décembre 1944.
"Comment se fait-il qu'un biologiste naturellement doué en vienne à se poser des questions épistémologiques ? N'y a-t-il plus aucune recherche qui en vaille encore la peine dans sa spécialité ? J'entends beaucoup de mes collègues le dire, et je le sens chez beaucoup d'autres : c'est ce qu'ils pensent. Je ne partage pas ce sentiment... Certains concepts qui se sont révélés utiles dans l'organisation des choses ont facilement atteint une telle autorité parmi nous que nous oublions leurs origines triviales et les acceptons comme des acquis immuables. Ainsi sont-ils désignés comme "les bases de la pensée", "des faits avérés", etc."
"Le chemin de l'avancée scientifique reste souvent bloqué pendant longtemps à cause de telles erreurs. C'est pourquoi ce n'est en rien par paresse que nous prenons l'habitude d'analyser des concepts bien connus et d'expliquer  les circonstances sur lesquelles s'appuient leur justification et leur utilité, de quelle façon ils ont grandi, individuellement, à partir des acquis des expériences scientifiques. C'est de cette façon qu'ils perdront leur autorité suprême ." Einstein, 1916, "Memorial notice for Ernst Mach," Physikalische Zeitschrift 17: 101-02.